# Tecomapa
Tecomapa är en ort i Mexiko.   Den ligger i kommunen Coyuca de Benítez och delstaten Guerrero, i den södra delen av landet, 280 km söder om huvudstaden Mexico City. Tecomapa ligger 286 meter över havet och antalet invånare är 218.
Terrängen runt Tecomapa är kuperad. Runt Tecomapa är det tätbefolkat, med 397 invånare per kvadratkilometer. Närmaste större samhälle är Acapulco, 15,0 km söder om Tecomapa. I omgivningarna runt Tecomapa växer i huvudsak lövfällande lövskog.